# 侯新华
侯新华（1963年8月—），云南泸水人。男，傈僳族，中国共产党党员。1985年7月参加工作，1986年2月加入中国共产党。毕业于云南民族学院傈僳语专业。

## 履历
1985年7月，毕业于云南民族学院民族语言文学系傈僳语专业，获文学学士学位。1985年7月，任云南省少数民族语言文字工作指导委员会调研推广科长。1991年9月，历任云南省民族中等专业学校行政科长、副书记、副校长、书记、校长，获高级讲师职称。
1999年6月，任怒江傈僳族自治州人民政府副州长。2004年11月，任中共怒江州委副书记兼政法委书记。2005年10月，任中共怒江州委副书记、州人民政府代州长。2012年1月，任云南省民族事务委员会党组书记、副主任。2012年12月，任云南省林业厅党组书记、厅长。2015年2月，任中共楚雄州委书记。
2008年，当选第十一届全国人民代表大会云南地区代表。
2017年8月10日，侯新华因涉嫌严重违纪，接受中央纪委国家监委审查。